# 鷗
鷗（Laridae）是鸥科的简称，為最為普遍的海鳥，鸟纲鸻形目的一个科，包括海鸥、燕鸥、剪嘴鸥和三趾鸥。涉禽類、海雀科是其遠房親戚。大部份的鷗均屬於鷗屬。
牠們是中型至大型的鳥類，其外表為灰色或白色，通常其頭部或翅膀有著黑色的標記。其有著矮腿、長喙及蹼。
大部份鷗，特別是屬於鷗屬的物種，是雜食性動物。其會食用有生命的食物或腐肉，有生命的食物包括蟹及小魚。
除了三趾鷗外，鷗通常是沿海或內地的物種，極少數會冒險在大洋上生活。大型鷗四歲時成年，而小型鷗則在兩歲時成年。
鷗，特別是大型鷗，是富於謀略及擁有高度智慧的鳥類，這可以由其複雜的溝通方法及高度開發的社會結構看出，而部份物種如銀鷗更有著使用工具的習性。很多物種的鷗已學會與人類共存的方法，並能在人類居住的地方繁衍。

## 鷗分類
鷗愛好者通常將鷗分為兩類：
- 大白頭鷗，指銀鷗或相類的物種。

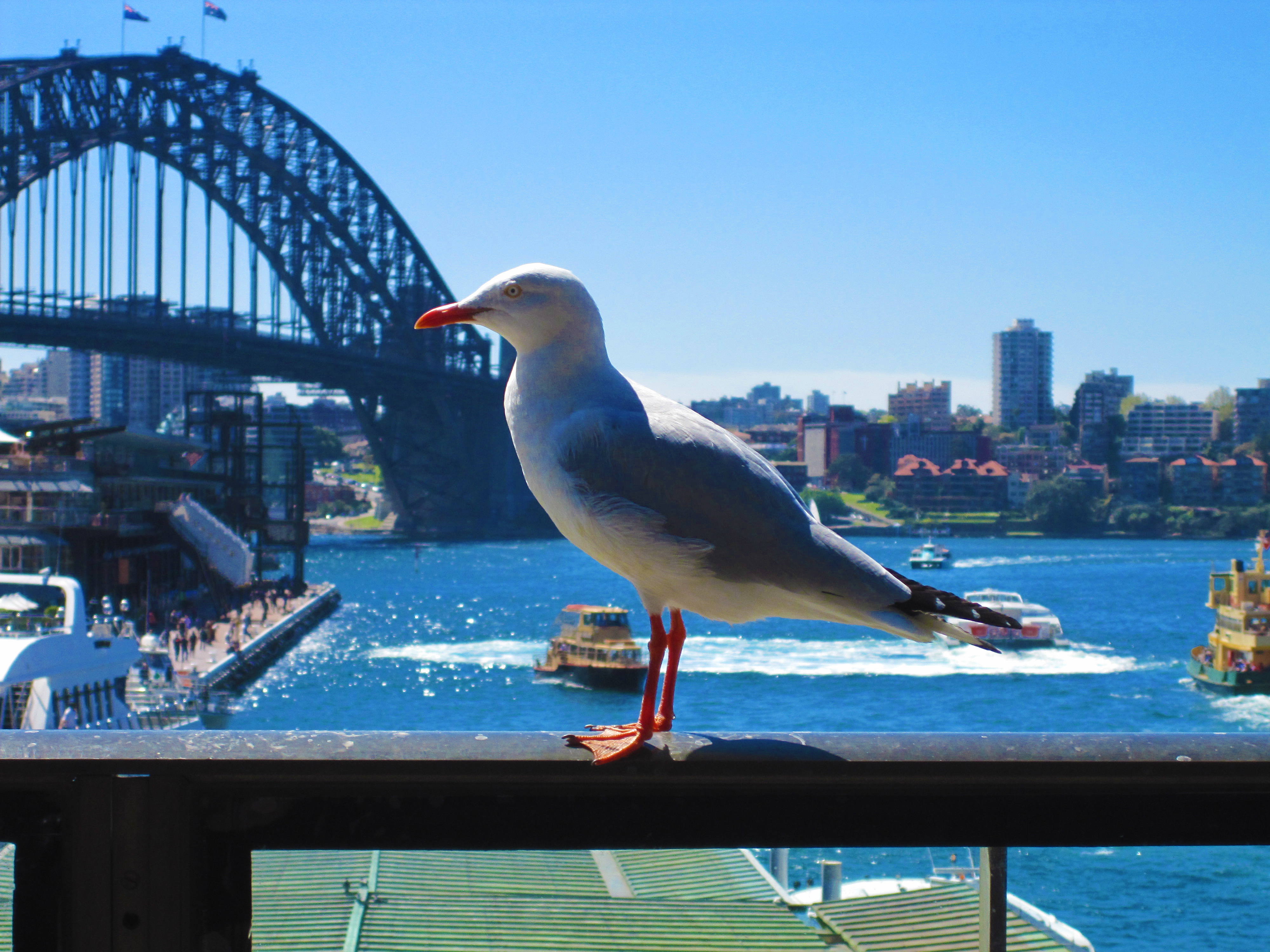
悉尼的红嘴鸥

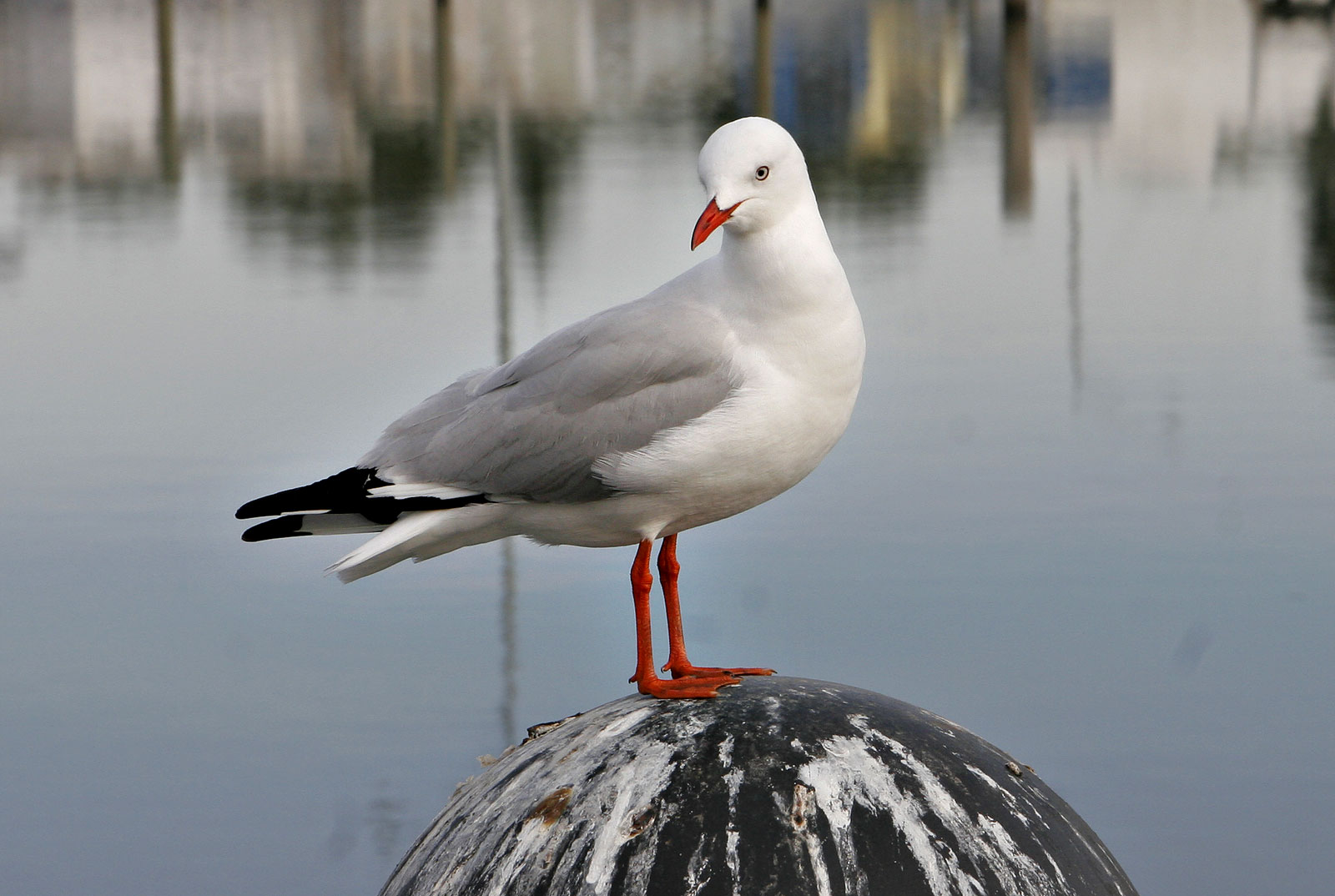
红嘴鸥

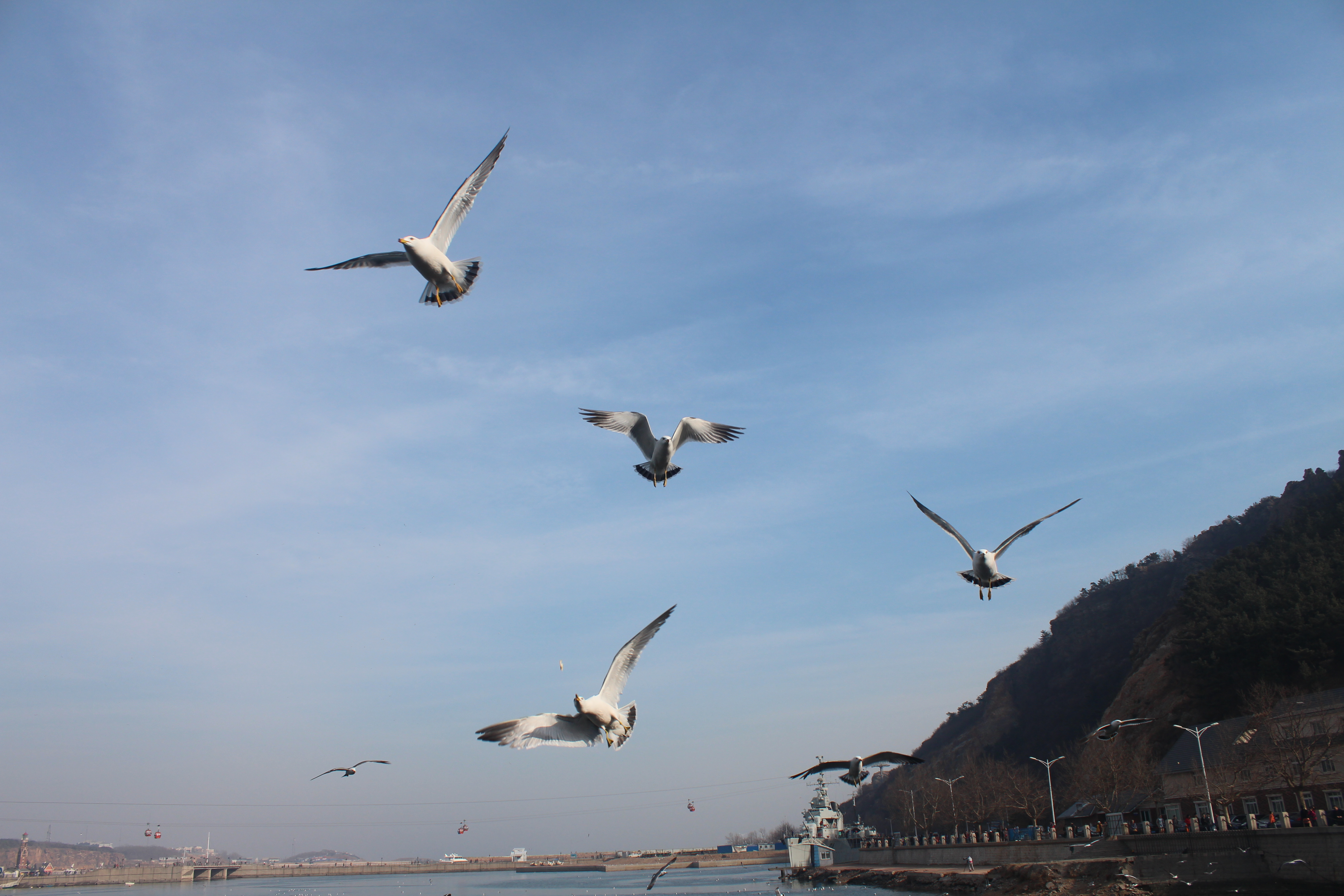
在大连海滨拍摄的鸥

- 白翼鷗，指在兩極繁衍的物種，即冰島鷗及北極鷗。

不同物種的鷗間的雜交情況很常出現，詳見鷗雜交。
大白頭鷗的分類通常更為複雜。
美國鳥類學家聯合會將燕鷗科、賊鷗科及剪嘴鷗科歸類為鷗科的亞科。

### 內部分類
鷗科鳥類分類仍有爭議，且有許多物種獨立一屬，現分22屬：
- 玄燕鷗屬 Anous Stephens, 1826
- 燕尾鷗屬Creagrus Bonaparte, 1854
  - 燕尾鷗 Creagrus furcatus (Néboux, 1842)
- 棕頭鷗屬 Chroicocephalus Eyton, 1836
- 浮鷗屬 Chlidonias Rafinesque, 1822
- 噪鷗屬 Gelochelidon Brehm, CL, 1830
  - 鷗嘴燕鷗 Gelochelidon nilotica (Gmelin, JF, 1789)
  - 澳洲鸥嘴噪鸥 Gelochelidon macrotarsa (Gould, 1837)
- 白玄鷗屬 Gygis Wagler, 1832
  - 白玄鷗 Gygis alba (Sparrman, 1786)
- 小鷗屬 Hydrocoloeus Kaup, 1829
- 巨鷗屬 Hydroprogne Kaup, 1829
  - 红嘴巨鸥 Hydroprogne caspia (Pallas, 1770)
- 漁鷗屬 Ichthyaetus Kaup, 1829
- 印加燕鷗屬 Larosterna Blyth, 1852
  - 印加燕鷗 Larosterna inca (Lesson, RP; Garnot, P 1827)
- 鷗屬 Larus Linnaeus, 1758
- 笑鷗屬 Leucophaeus Bruch, 1855
- 棕背燕鷗屬 Onychoprion Wagler, 1832
- 象牙鷗屬 Pagophila Kaup, 1829
  - 象牙鷗 Pagophila eburnea (Phipps, 1774)
- 巨嘴鷗屬 Phaetusa Wagler, 1832
  - 巨嘴鷗 Phaetusa simplex (Gmelin, JF 1789)
- 楔尾鷗屬 Rhodostethia MacGillivray, W, 1842
  - 楔尾鷗 Rhodostethia rosea (MacGillivray, W, 1824)
- 三趾鷗屬 Rissa Stephens, 1826
- 剪嘴鷗屬Rynchops Linnaeus, 1758
  - 黑剪嘴鷗 Rynchops niger Linnaeus, 1758
  - 非洲剪嘴鷗 Rynchops flavirostris Vieillot, 1816
  - 剪嘴鷗 Rynchops albicollis Swainson, 1838
- 燕鷗屬 Sterna Linnaeus, 1758
- 小燕鷗屬 Sternula Boie, F, 1822
- 鳳頭燕鷗屬 Thalasseus Boie, F, 1822
- 叉尾鷗屬 Xema Leach, 1819
  - 叉尾鷗 Xema sabini (Sabine, 1819)

## 鷗剪影

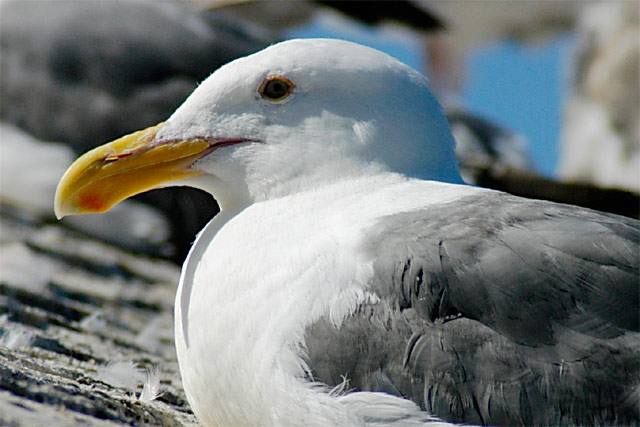
西方鷗
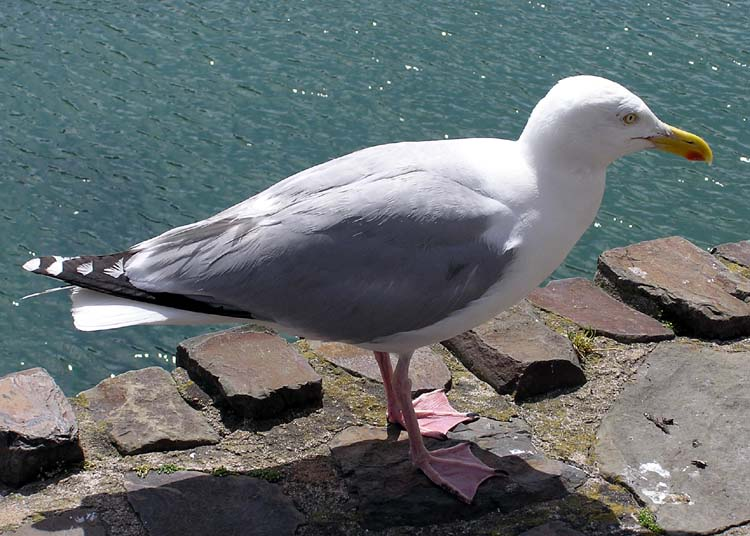
銀鷗
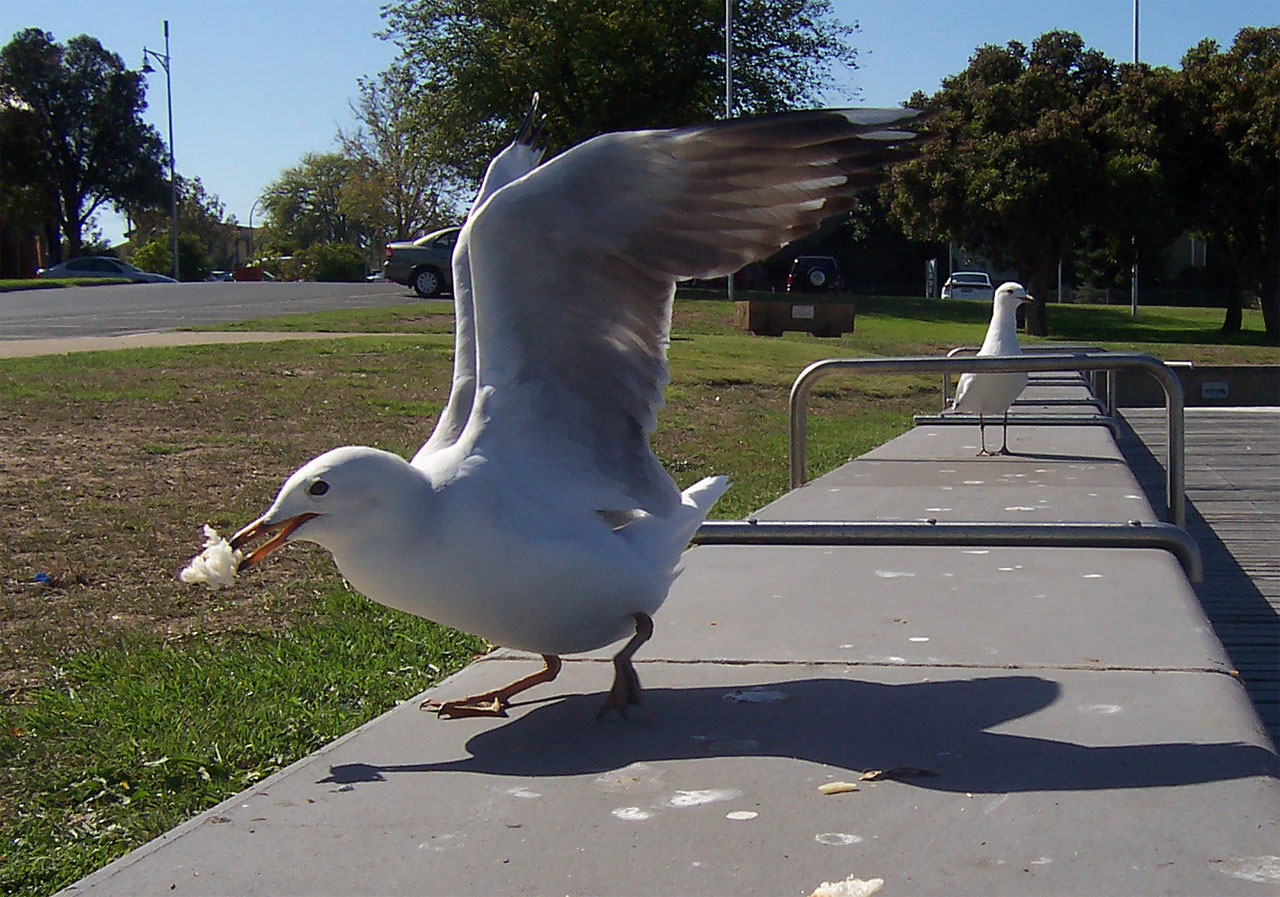
銀色鷗
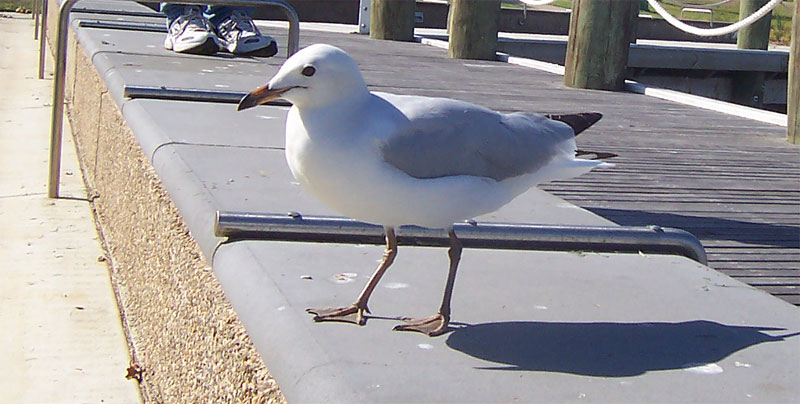
銀色鷗
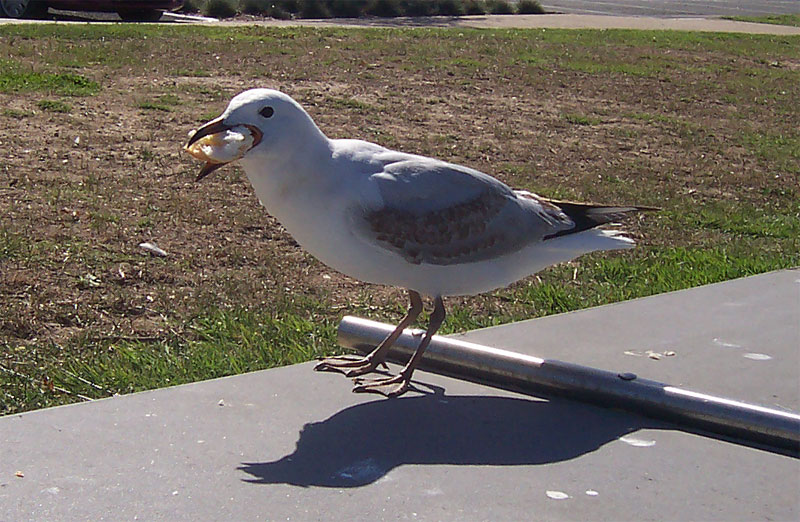
銀色鷗
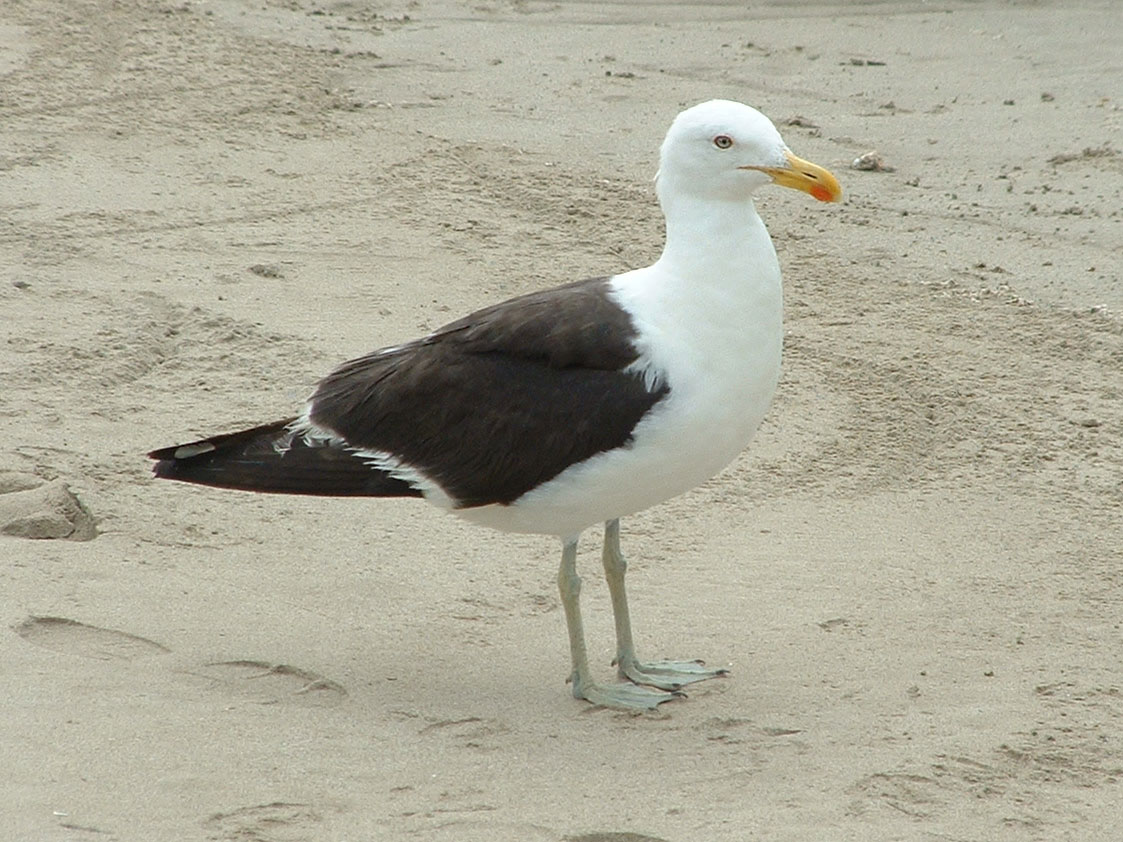
黑背鷗
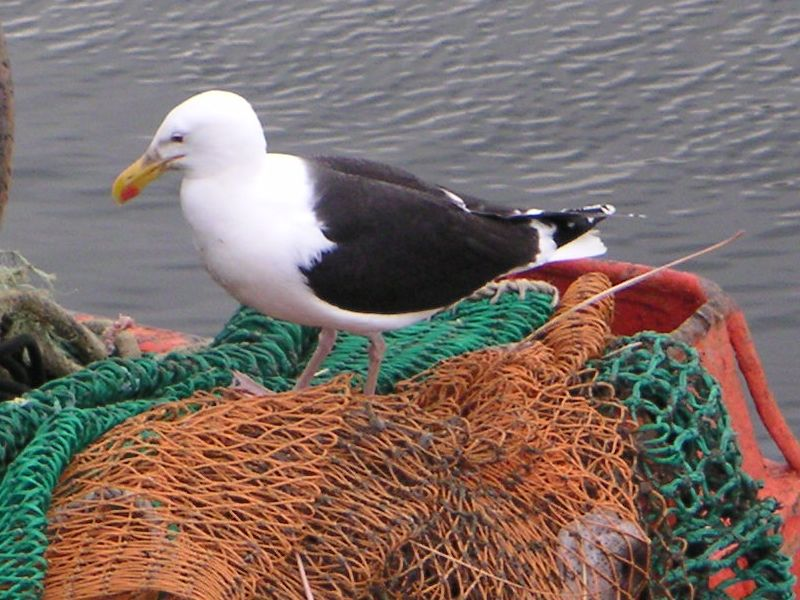
大黑脊鷗
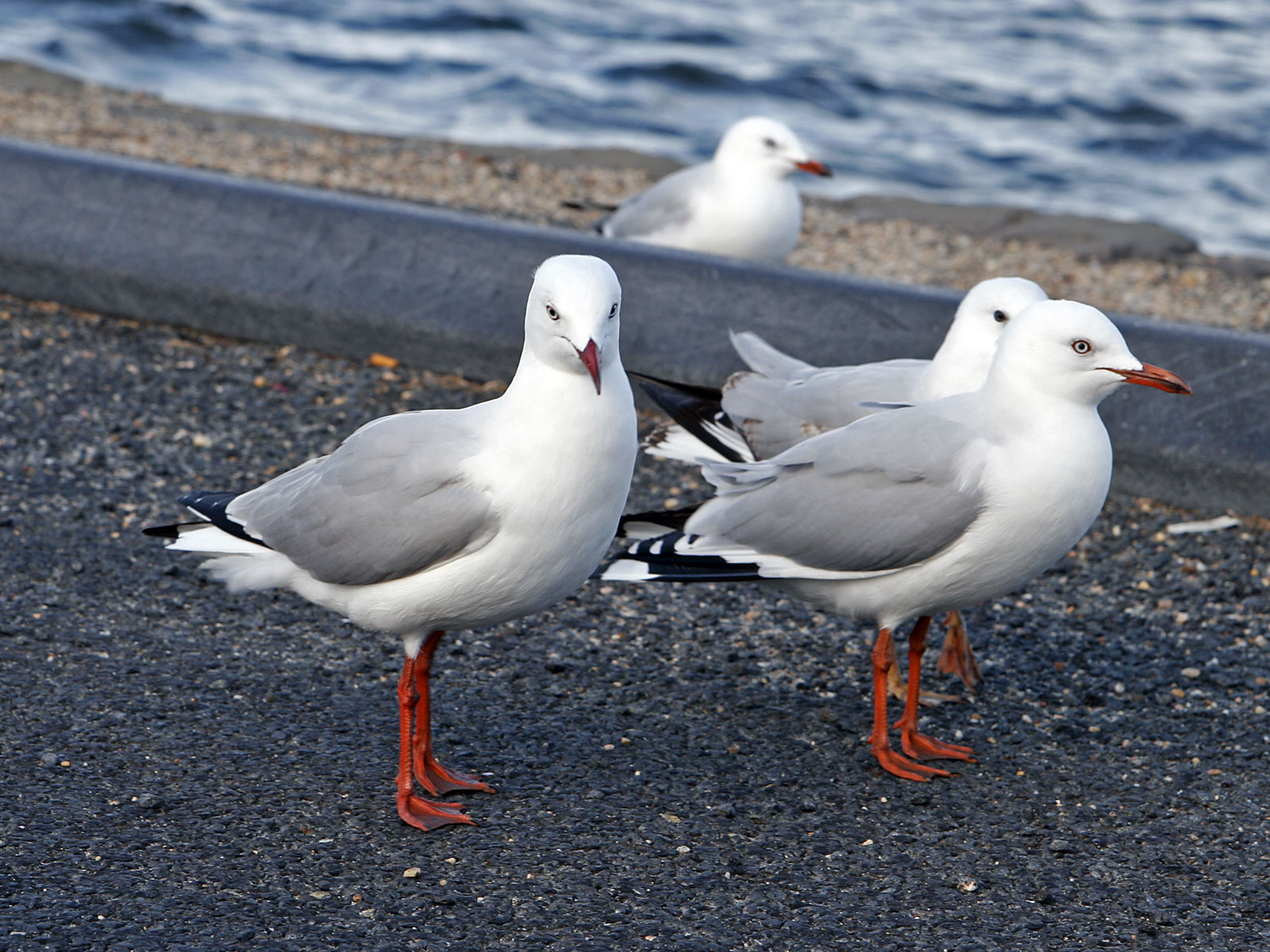
銀色鷗
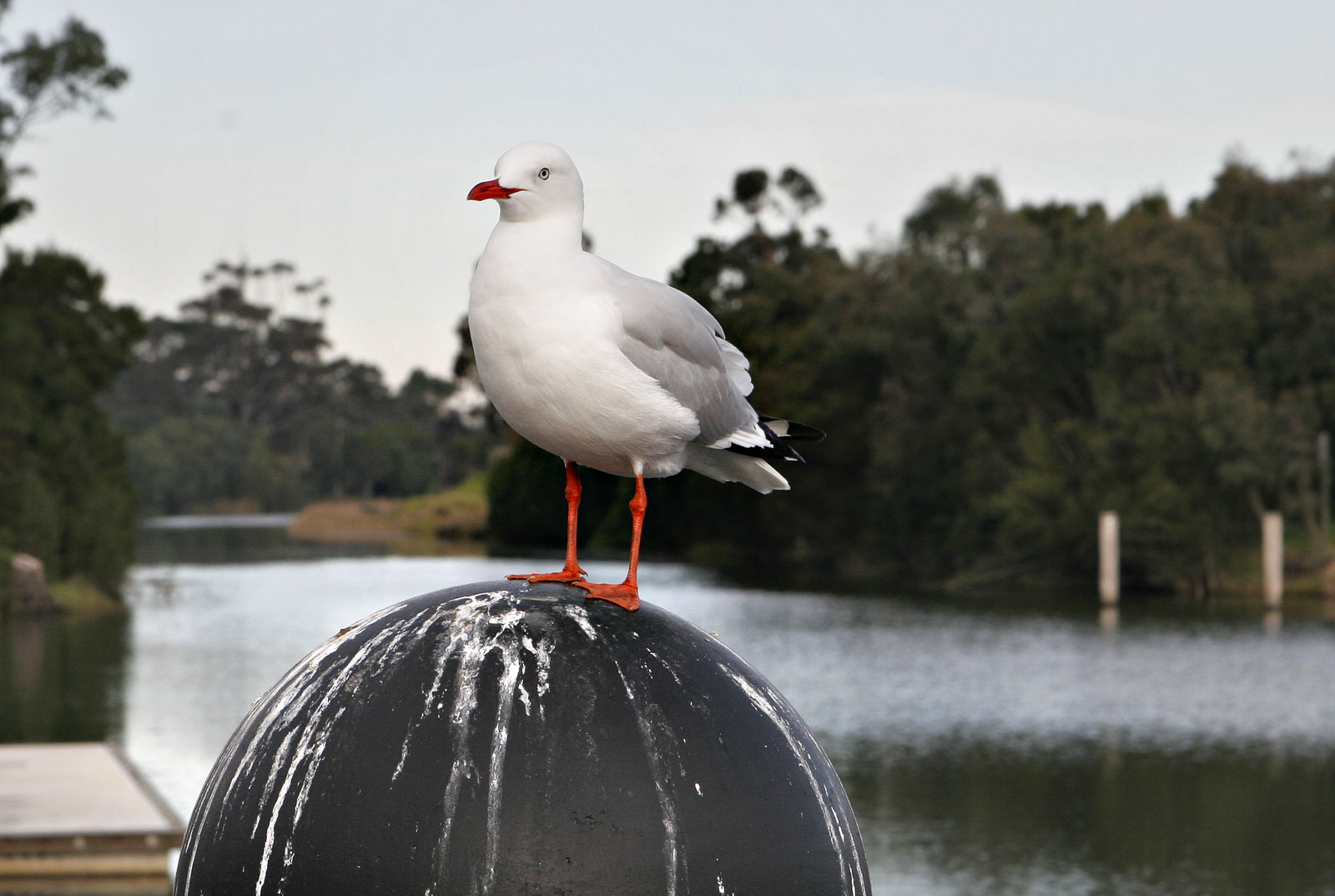
銀色鷗
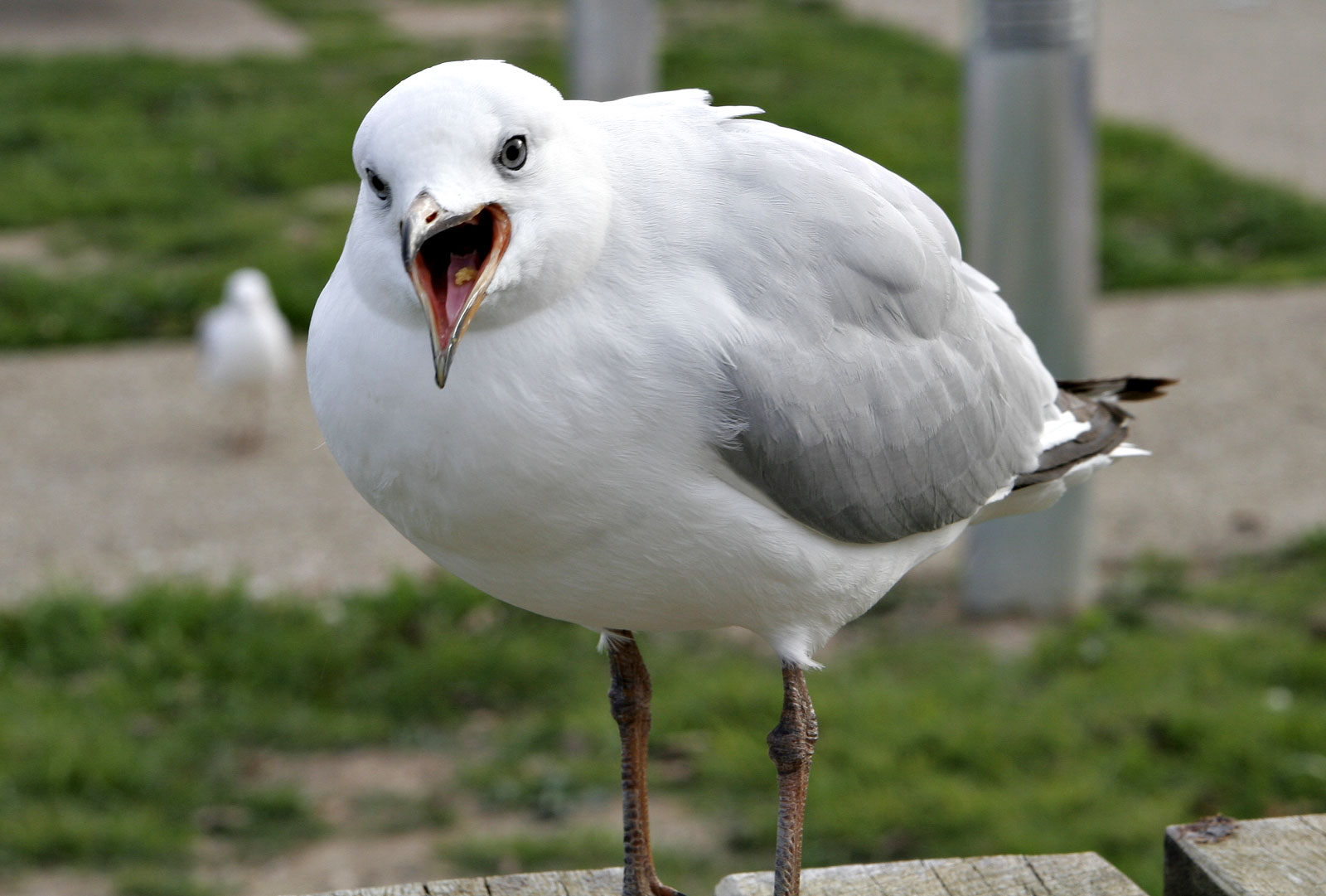
銀色鷗
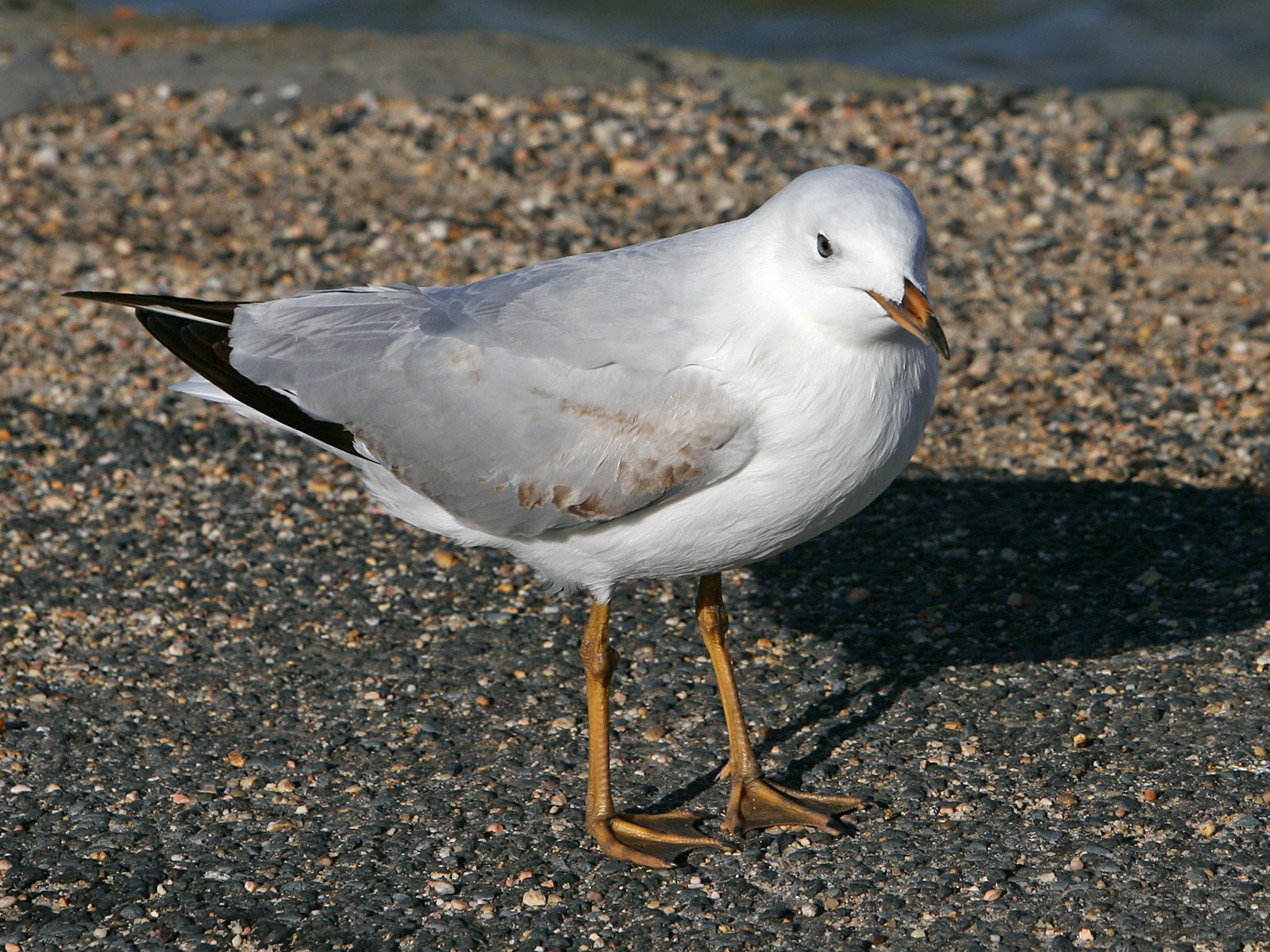
黃腳銀鷗
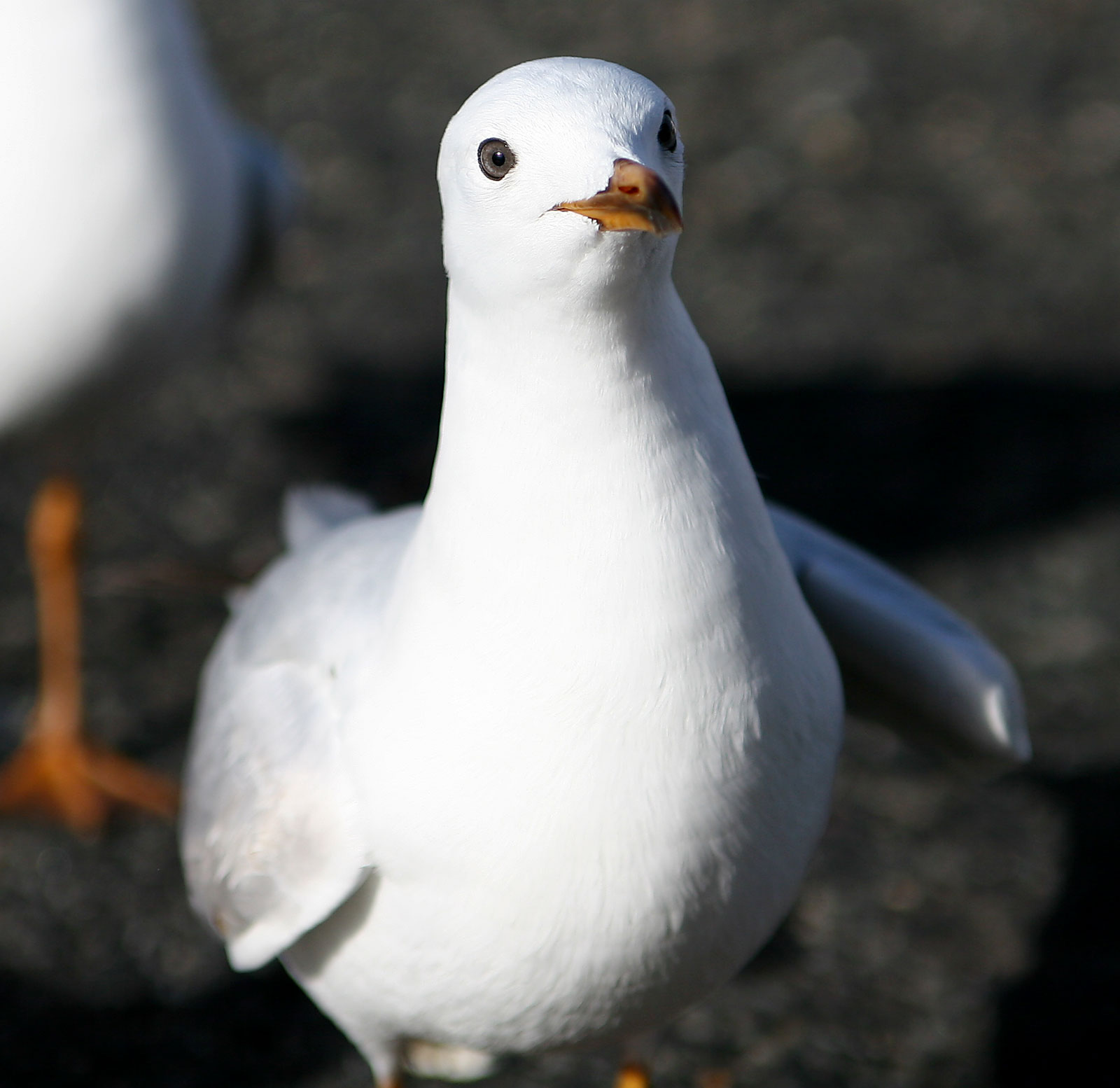
銀鷗
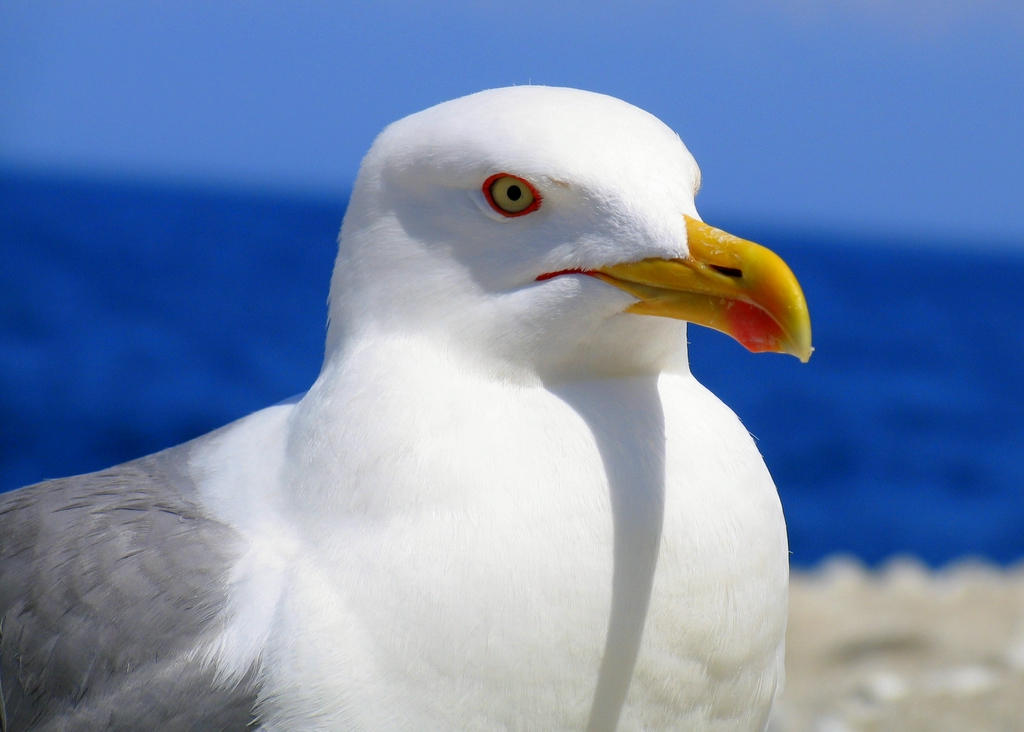
黃腳銀鷗
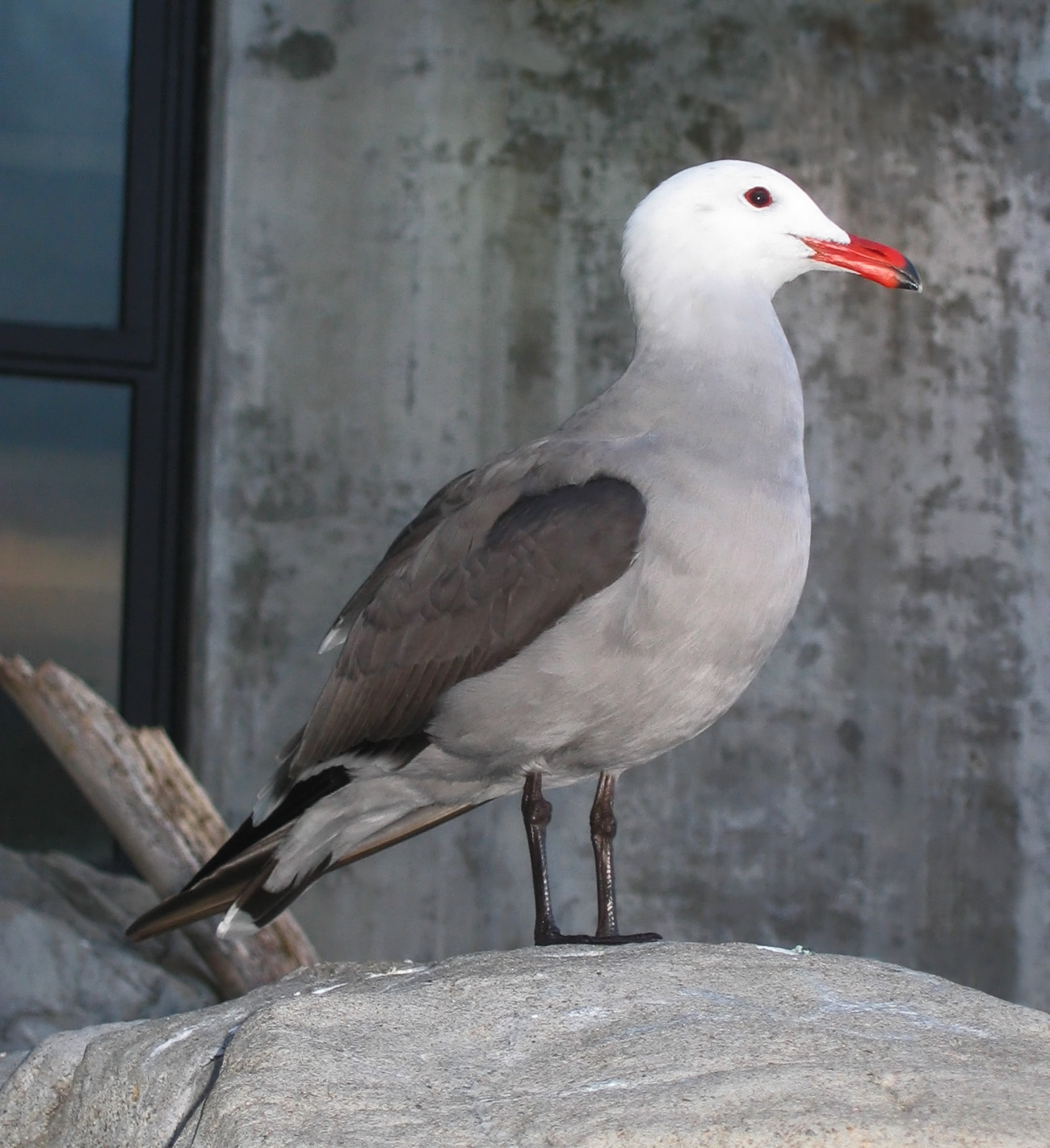
Heermann's Gull
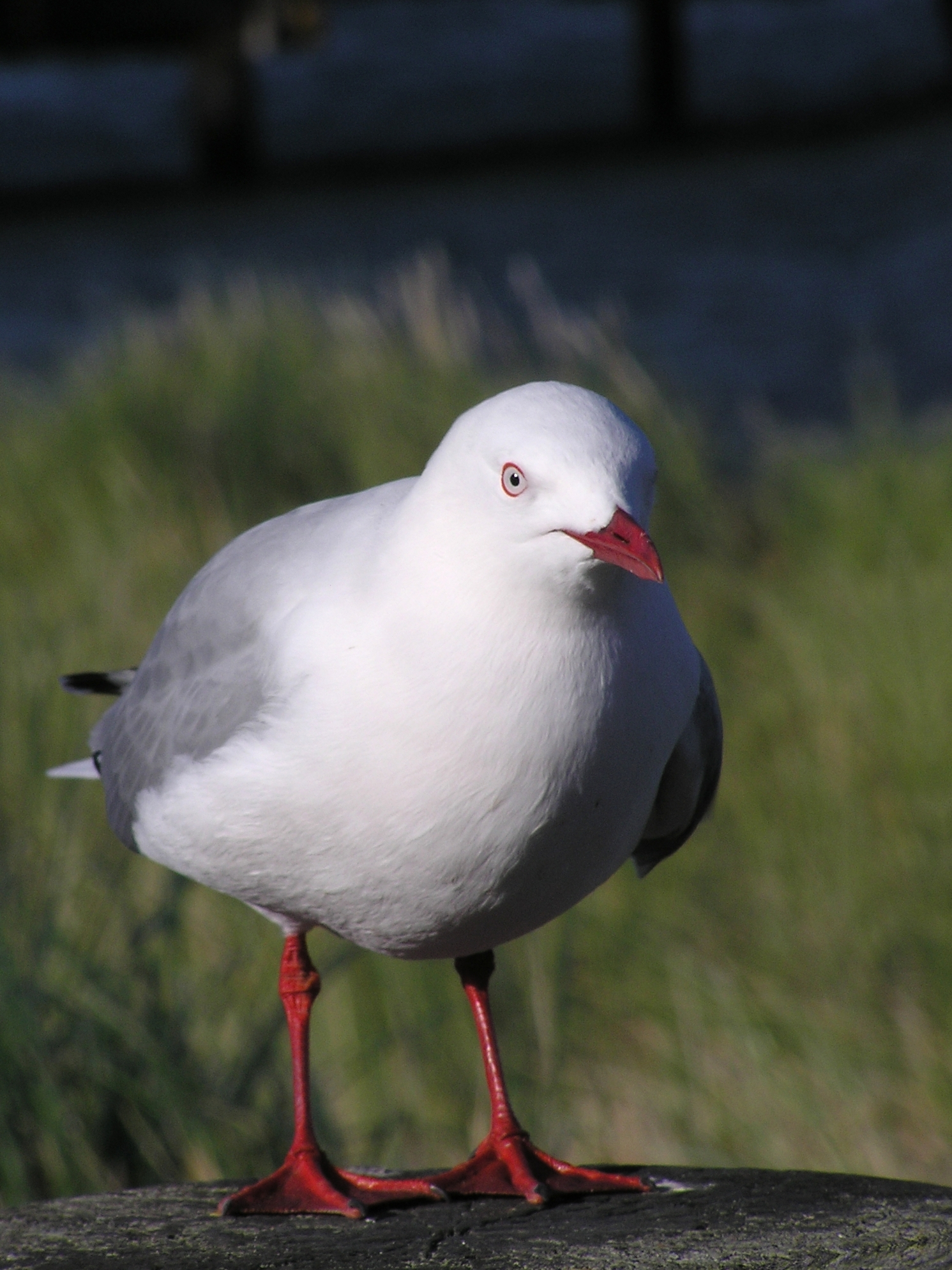
新西兰红嘴鸥
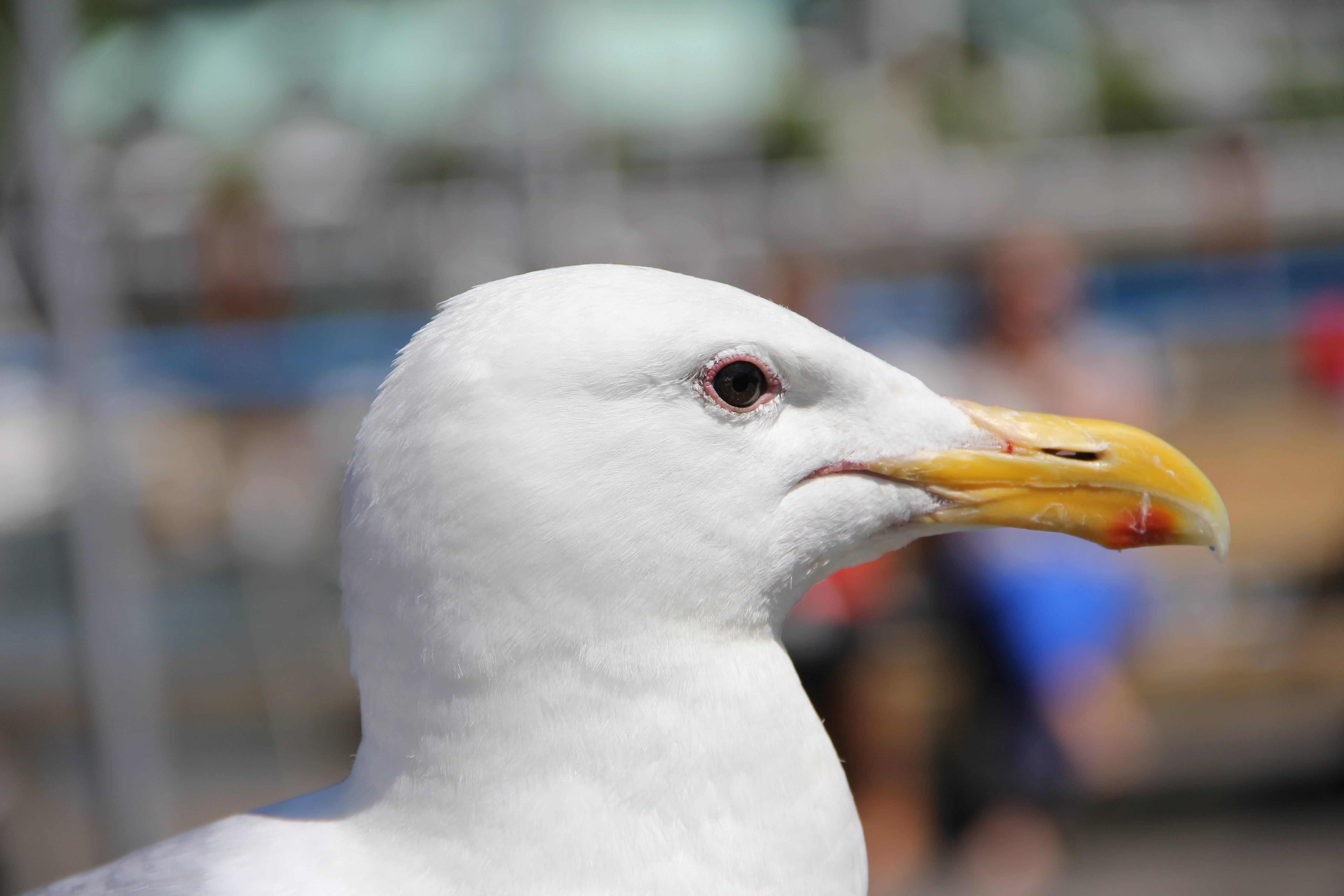

## 延伸阅读
[在维基数据编辑]
 《欽定古今圖書集成·博物彙編·禽蟲典·鷗部》，出自陈梦雷《古今圖書集成》